# Tempio civico della Beata Vergine delle Grazie
Il Tempio Civico della Beata Vergine delle Grazie (conosciuto anche come chiesa di Sant'Anna) è un edificio religioso di Busto Arsizio, ubicato in via Fratelli d'Italia, davanti a Palazzo Gilardoni, sede del municipio. È intitolato alla Madonna delle Grazie.

## Storia e descrizione
La chiesa fu voluta dal canonico Benedetto Landriani nel 1710. La posa della prima pietra avvenne il 26 luglio 1710 appena fuori dal borgo di Busto Arsizio, sulla strada che da porta Milano conduceva a Fagnano e alla valle Olona. Il nome che spesso viene attribuito all'edificio, chiesa di Sant'Anna, deriva dal fatto che la posa della prima pietra avvenne il giorno di S. Anna. La pala d'altare, opera di Salvatore Bianchi, raffigura San Giuseppe e Sant'Anna e , all'epoca della costruzione, al centro venne incastonata un'immagine della Madonna Addolorata, ritenuta miracolosa, appartenente al vicino cascinale già di proprietà dei Crespi Mariotti e poi dei Tosi Bassino. La chiesa era raggiungibile attraverso un ampio viale e fu realizzata ad uso dei contadini delle cascine della zona. L'ingresso era coperto da un piccolo portico sorretto da due colonne con capitello dorico.
Nel 1713 i pittori Salvatore e Francesco Maria Bianchi (padre e figlio di Velate) abbellirono l'edificio, dipingendo l'Assunzione della Madonna sulla volta sopra l'altare e la Gloria della Madonna sulla cupola.
La chiesa venne affidata agli oblati missionari di Rho che la spogliarono di alcuni oggetti preziosi, tra i quali un quadro raffigurante San Giuseppe. Successivamente l'altare e le balaustre di marmo furono trasferite in un'altra chiesa ad opera della Scuola dei Poveri.
Nel 1802, in età napoleonica, fu sconsacrata e destinata a deposito per la polvere da sparo dell'artiglieria leggera italiana. Trent'anni dopo, nel 1831, venne riconsacrata, mentre il primo restauro risale al 1880. Fu voluto dal monsignor Giuseppe Tettamanti, il quale incaricò l'architetto Carlo Maciachini (che nel frattempo stava lavorando presso il santuario di Santa Maria di Piazza e la chiesa di Sant'Antonio Abate), il pittore lecchese Luigi Tagliaferri e lo scenografo Giuseppe Tencalla.
Successivamente la chiesetta venne abbandonata, in quanto venne a trovarsi in mezzo a un incrocio di strade, quasi fosse uno spartitraffico. Nonostante ciò, dopo un restauro nel 1957, la chiesa venne adibita a tempio civico del comune di Busto Arsizio ed ospita nomi e testimonianze del patriottismo eroico bustese. Oggi la chiesa è completamente inserita nel sistema urbano; una delle strade che la fiancheggia è stata resa pedonale.

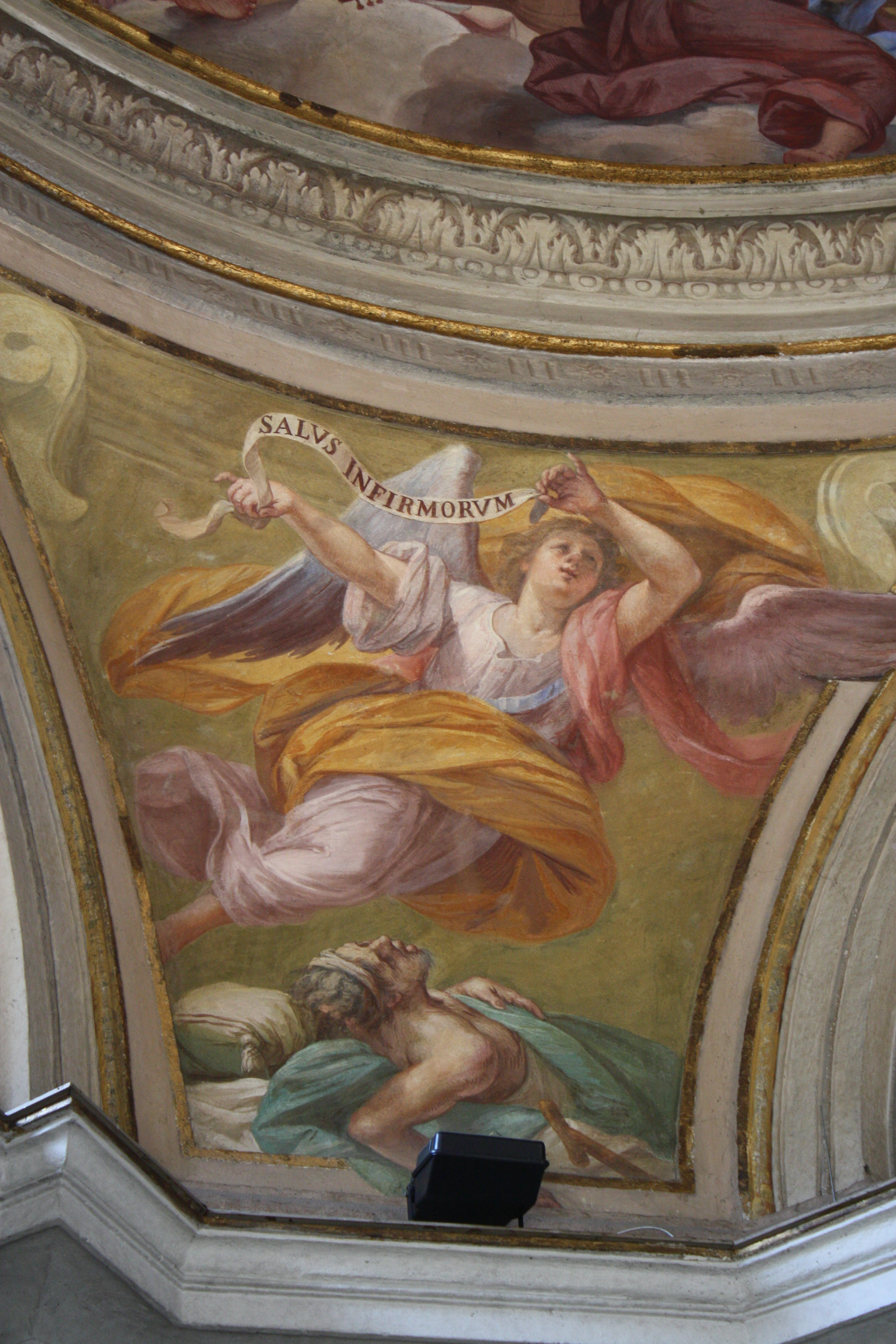
Uno dei pennacchi realizzato da Salvatore Bianchi